# Bitwa pod Homburgiem nad Unstrutą
Bitwa pod Homburgiem nad Unstrutą (zwana też bitwą pod Langensalza) – starcie zbrojne, które miało miejsce 9 czerwca 1075 r. Była to jedna z najkrwawszych bitew średniowiecza na ziemiach niemieckich. Wojska króla Henryka IV wspomaganego przez popierające go ksiąstewka zmierzyły się z armią Sasów i Turyngijczyków rekrutujących się przeważnie z wolnych chłopów. Bitwa zakończyła się zwycięstwem sił królewskich. Poległo 8 000 Sasów i Turyngijczyków oraz 1 500 rycerzy i knechtów armii królewskiej.

## Przed bitwą

### Powstanie Sasów
Chcąc umocnić swoje panowanie w Saksonii, król Henryk IV rozpoczął intensywną budowę sieci zamków na terenie Harzu. Władca nakazał budowę twierdz m.in. w Harzburgu, Heimburgu, Lauenburgu, Volkenrodzie, Hasenburgu. Następnie skierował się przeciwko swojemu głównemu rywalowi w regionie Ottonowi z Northeimu, zdobywając i niszcząc należące do niego zamki w Beichlingen (1069) i Hanstein (1070). W roku 1073 doszło do otwartego zatargu pomiędzy książętami saskimi a Henrykiem IV podczas spotkania w Goslarze. W lipcu tego samego roku w miejscowości Wormsleben zebrała się szlachta i wolni chłopi z całej Saksonii, którzy zgodnie z tradycją zamierzali poddać pod osąd rządy króla Henryka.
Otton z Northeimu wkroczył wówczas na jedno ze wzniesień wołając do zebranych: „Każdy teraz niech wniesie swoje zażalenia wobec króla. Zebrani tu książęta zadecydują czy wystąpić zbrojnie przeciwko Henrykowi”. Z każdym kolejnym wystąpieniem niechęć do króla potęgowała się. Padały zarzuty o zaborze mienia, wolności (patria libertas) i praw (iura maiorum). Wynikiem nieporozumień był wybuch powstania zakończony podpisaniem traktatu w Gerstungen w lutym 1074 r. W krótkim czasie doszło jednak do kolejnych walk, sascy chłopi zburzyli m.in. zamek w Harzburgu. Kolejna fala ataków zmusiła w końcu króla do rozstrzygnięcia konfliktu zbrojnie.

### Armie obu stron
Henryk IV zebrał swoje wojska pod Breitenbach koło Fuldy. Władca skrzyknął wszystkich podległych sobie książąt i biskupów. Do obozu rycerskiego przybyli z orszakiem m.in. książę Rudolf Szwabski, Berthold I Brodaty, książę Dolnej Lotaryngii Gotfryd IV Garbaty, książę Górnej Lotaryngii Teodoryk II Waleczny oraz książę czeski Wratysław II. Dnia 8 czerwca 1075 armia królewska pomaszerowała w rejon Breitenbach. Następnego dnia król wyruszył w rejon Eisenach i Langensalza, gdzie nakazał rozbić obóz.
Obóz saski znajdował się w okolicy Homburga (Hohenburg) nad rzeką Unstrutą. Prócz rycerstwa saskiego większość stanowili wolni chłopi z Saksonii i Turyngii. Powstańcza armia sasko-turyngska znacznie różniła się od sił rycerskich Henryka. Broń chłopów przygotowano z różnorakiego sprzętu rolniczego. Hakownice, sierpy, ostro zakończone drągi. Obijane stalą lub skórą. Każdy z tysięcy chłopów uzbrojony był według „własnego pomysłu”. Na czele armii powstańczej stali Otto z Northeimu oraz książę saski Magnus Billung.
Armia królewska podzielona na pięć oddziałów, rozpoczęła wkrótce marsz w kierunku obozu przeciwnika. Na czele kroczyli rycerze ze Szwabii, za nimi książę Bertold z Karyntii oraz Bawarczycy. W dalszej kolejności maszerowały oddziały króla Henryka IV, rycerze z Frankonii oraz Lotaryńczycy. Na końcu znajdowali się Czesi oraz Sasi lojalni królowi. Nagłe pojawienie się sił królewskich, całkowicie zaskoczyło powstańców. Jeden z oddziałów saskich, który akurat znajdował się w drodze do obozu, na wieść o nadciągających siłach królewskich rozpoczął odwrót.

## Bitwa
Bitwę rozpoczęli rycerze ze Szwabii, którzy natrafili na silny opór jazdy Sasów. W tej sytuacji z wsparciem nadbiegli Bawarczycy. W tym starciu śmiertelną ranę odniósł margrabia Ernest, poległ też szwabski hrabia Engelbert. Z pomocą słabnącym Bawarczykom przyszli wnet Frankończycy, których gwałtowny atak odwrócił całkowicie losy bitwy. Oddział dowodzony przez hrabiego Hermanna von Gleiber uderzył na Sasów z flanki. W tej fazie bitwy na placu boju pojawili się Lotaryńczycy i Czesi Wratysława II, którzy natychmiast rzucili się w wir walki. Ataku nie wytrzymała saska szlachta, która zmuszona została do ucieczki. Dzięki silnym koniom, Sasom udało się jednak ujść cało z pościgu. Źródła mówią o jedynie trzech zabitych rycerzach. Po ucieczce rycerstwa saskiego, jazda Henryka zawróciła na plac boju, przypuszczając atak na obóz saski, gdzie znajdowała się piechota saska i chłopi. Atak zakończył się rzezią powstańców, wielu z nich uciekając w kierunku rzeki Unstruty potopiło się podczas próby ucieczki wpław. Na placu boju poległo 8000 Sasów i Turyńczyków, w większości chłopów oraz 1500 ludzi króla, wśród nich kilku książąt. Po bitwie zwycięzcy plądrując i mordując podążyli aż w kierunku granicy diecezji magdeburskiej.

## Po bitwie
Zwycięski Henryk zażądał całkowitej kapitulacji saskiej szlachty, spotykając się z odmową. Jesienią 1075 król ponownie na czele armii wybrał się do Saksonii, przy czym udziału w wyprawie odmówili władcy Szwabii i Karyntii. Do bitwy nie doszło jednak. 24 października 1075 r. król wysłał do obozu przeciwnika arcybiskupa Moguncji Zygfryda z żądaniem bezwarunkowej kapitulacji. Po krótkiej naradzie, powstańcy przyjęli w końcu żądania Henryka. Dnia 26 października powstańcy przybyli na równinę Spier, gdzie znajdował się obóz królewski. Tutaj przywódcy Sasów ukorzyli się przed królem, przechodząc uprzednio przez utworzoną przez rycerzy króla długą „uliczkę”.

### Źródło
- tłumaczenie na podst. artykułu Die Schlacht bei Homburg an der Unstrut. Wydawnictwo Karfunkel Combat NR.1, 10/2005. Hauptstrasse 85, D-69483 Wald-Michelbach.

### Literatura źródłowa
- Fenske Lutz: Adelsopposition und kirchliche Reformebewegung im oestlichen Sachsen. Vandenhoeck & Ruprecht, Goettingen 1977.
- Luehne Erhard: Zum Ort der Sachsen, Tagfahrt im Jahre 1073. Hrsg. Andre Gursky/Peter Lindner, Heft 12/2003.
- Nickel Bodo: Von der Wormsleber Tagfahrt zur Schlacht am Welfesholz, Mansfelder Heimatblaetter, Kreis Eisleben 1984.